# Kościół Najświętszej Maryi Panny Wniebowziętej w Drzeczkowie
Kościół NMP Wniebowziętej w Drzeczkowie – rzymskokatolicki kościół zlokalizowany w Drzeczkowie, gmina Osieczna.
Obiekt stoi w centrum wsi. Obecna budowla pochodzi z 1775, ale świątynia istniała tu już w 1362 (wtedy była to filia parafii Goniembice). Parafia w Drzeczkowie usamodzielniła się w 1447. W początkach XVII wieku kościół popadł w ruinę i był opuszczony. Odnowiono go w 1666, a w 1775 zbudowano nowy - obecny (odnawiany jeszcze w 1828 i 1849). 
Świątynia zbudowana jest w technice szachulcowej, na planie krzyża łacińskiego, częściowo otynkowany i pokryty gontem. Centralna część nakryta jest kopułą. Od strony cmentarza, otaczającego kościół, wznosi się przysadzista, trzykondygnacyjna wieża z drewna. Wejście na teren kościelny odbywa się przez bramę z 1775. W ołtarzu znajduje się gotycki obraz Matki Boskiej z Dzieciątkiem (XV wiek), autorstwa niejakiego Michaelisa, odrestaurowany w 1962. 